# スピリット・201
スピリット・201 (Spirit 201) は、スピリット・レーシングが開発したフォーミュラカー。1982年から1984年までヨーロッパF2選手権に投入され、1983年にはF1世界選手権に投入された。

## 概要

### 経緯
ホンダは1983年からの第二期F1参戦にあたり、エンジン・サプライヤーとしての参戦を決定し、ホンダ自身がコンストラクターとなる意思は無かった。すでに1980年からF2でラルトと組んでホンダエンジンはトップを争っていたが、F1参戦を念頭に置きF2タイトル狙いではなく、F1復帰の足固めとして機能させることを目的に川本信彦がF2でのライバルであるマーチの主要人物2名を引き抜き、ホンダが出資してスピリット・レーシングが設立された。よって、ホンダそのものではなかったが、極めてホンダに近いチームであった。

### 開発
1982年のヨーロッパF2選手権参戦用にホンダF2エンジン搭載シャシーとしてスピリットにより製作されたのが201である。元マーチ・エンジニアリングのゴードン・コパックとジョン・ボールドウィンによって設計された。1983年には同シャシーにF1用V6ターボエンジンを搭載し、F1用に足回りの強度を高めた201と、それをベースに軽量タイプに改良された201CでF1にも進出した。F1仕様の201はF2仕様と同様の偏平なフロントノーズはそのままに、新フラットボトム規定導入に合わせサイドポンツーンの全長が短くされ、トールマンのロリー・バーンがTG183で採用した巨大なリアウイングをコピーして搭載していた。リアウィングはダブル・ウィングと、コンベンショナルなシングル・ウィングの2種類用意され、ダブル・ウィングはドイツGP、ヨーロッパGPで使用された。全体のボディシェイプはこの年多くのチームが採用した「アロウシェイプ」と従来型F1の中間的な空力処理で構成されていた。
F1にはすでにジョン・バーナードのMP4によってカーボンファイバー製シャシーが導入されていたが、コパックがカーボンファイバーシャシーの性能に懐疑的だったことから、201はノウハウの蓄積があるアルミハニカム製ツインパネル・モノコックが採用された。また、F1用にモデファイされた201および201Cは、F2用の201シャシーそのものの流用であり他チームの純F1マシンに比べてホイールベースが2540mmと同時期存在したF1マシンの中で最短のホイールベールを持つマシンでコンパクトだったが、F1用エンジンとターボ機器・補器類、大型化したラジエターなどによって車体後部の重量増加を招いており、マシンバランスは極めて悪かったという。このため操安性改善を狙いホイールベースを110mm程度変更するモデファイもされた。
F2シャシーの流用であった名残りとして、1983年のF1に参戦したマシンの中で最も小さい容量の燃料タンクを搭載していた。レギュレーションで規定された最大容量は250リットルまでだったこの年、DFVなど自然吸気エンジン勢は180リットル前後、ターボ過給エンジン搭載勢は220-230リットルのタンクを装備し、その中でレース中の燃料給油作戦を前提に設計されていたブラバム・BT52の燃料タンクが190リットルというターボエンジン搭載車として異例の小さいタンクであると話題になっていたが、スピリットのマシンのタンクはそれよりさらに小さい130リットルの容量しか持たないものだった。
201と201Cの違いについてチーム代表のジョン・ウィッカムは「シャシー自体は全く同じで、重量が軽くなった点だけ違う」と述べている。改善を施したという重量の問題は201/201Cの大きな欠点であり、その車両重量は580から590kgと発表されていた。他チームの83年型マシンはそのほとんどがレギュレーション最低重量の540kgだったため、スピリットは約40-50kg重いというハンディを背負っていた。

### 1982年
フォーミュラ2ではホンダ製の2リッターの自然吸気エンジン「RA262E」が搭載された。マールボロがメインスポンサーに付き、マシンは白と赤のマールボロカラーを纏った。ティエリー・ブーツェンとステファン・ヨハンソンの2カー体制でフルエントリー、ブーツェンが3勝を挙げランキング3位に食い込んだ。ヨハンソンは未勝利だったがシーズン最多となる5度のポールポジションを獲得しランキング8位となった。

同年はホンダのお膝元である鈴鹿での全日本F2選手権にもスポット参戦し、9月の鈴鹿グレート20レーサーズでヨハンソンが2位、ブーツェンが4位、11月のJAF鈴鹿グランプリではブーツェンが15位に終わったが、ヨハンソンが3位を獲得し表彰台に立った。

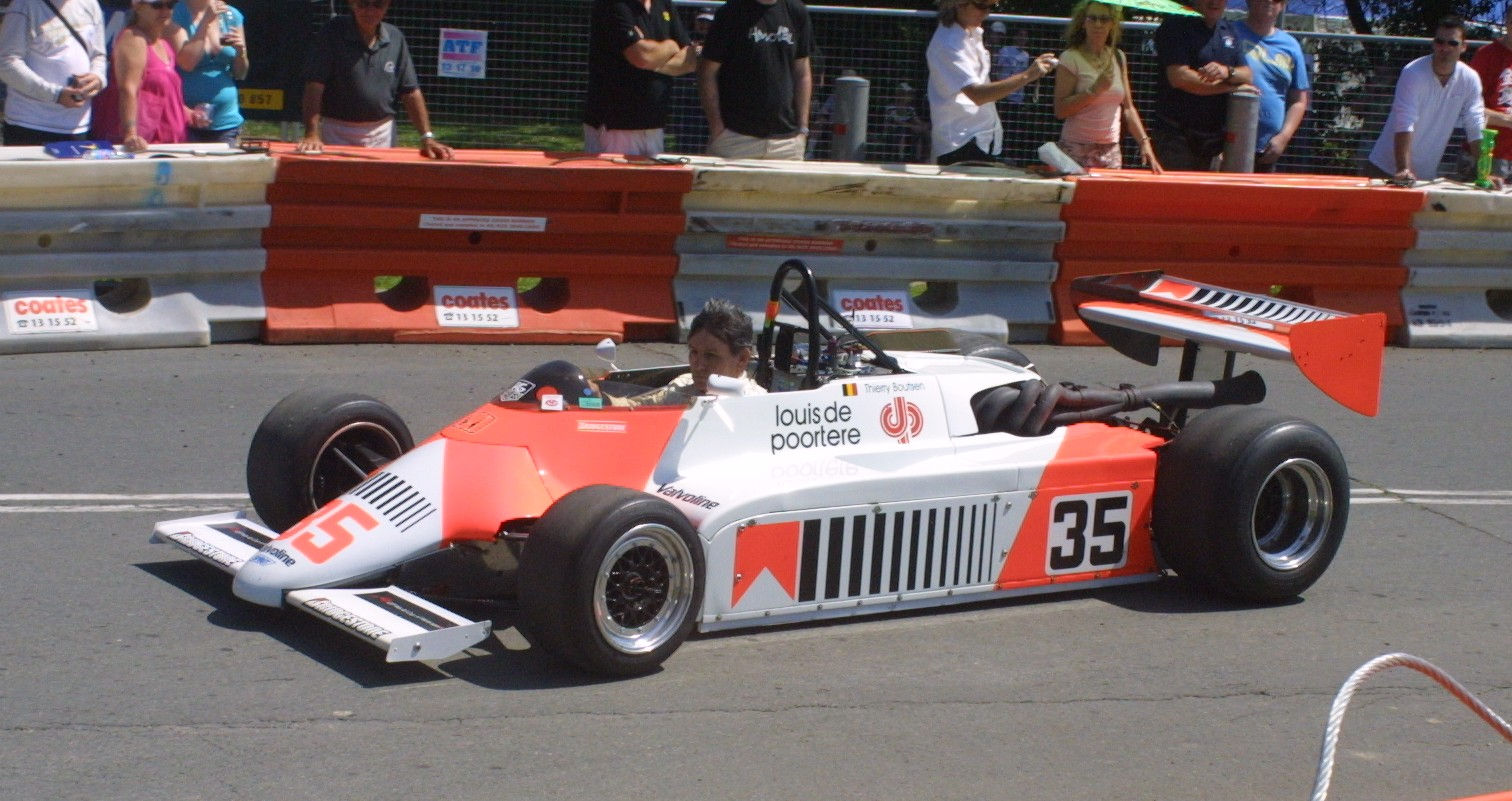
Spirit201(1982年F2、ティエリー・ブーツェン)

シーズンオフに入り、ホンダF2エンジンを外されたあとの201シャシーのうちF1仕様へと転用されなかったものはオーストリアのEMCO Sports Teamへと売却された。EMCOチームはその201にBMW M12/7エンジンを搭載してヨー・ガルトナーが1984年シーズン途中までヨーロッパF2で使用した。ほかにも1台が日本のTeam Ikuzawaへと渡り、JPSカラーとなって翌1983年の全日本F2選手権でジェフ・リースが第5戦まで使用し2勝を挙げた。
1982年11月24日、シルバーストンにはスピリット・201のNo.4シャシーにホンダ・RA163E V6ターボを積んだF1仕様の暫定マシンが準備され、これをブーツェンがシェイクダウンさせ初走行。以後ヨハンソンとの2名によるテストが重ねられた。
RA163Eエンジンは、フォーミュラ2用に開発されたRA260Eを元に、ストロークを52.3mmから39.2mmに縮小することで排気量をF1でのターボエンジンレギュレーションの1,500cc以下とし、ターボ過給した。ターボチャージャーは、当初は当時フェラーリやマクラーレン・TAGポルシェも使用していたドイツのKKK社（Kühnle Kopp und Kausch）製を使用したが、KKKから「ホンダの市販車用ターボにKKK製を導入しないのであれば、F1用のタービン単体では売れない」と言われ、以後使用を断念。IHI製に変更された。ピストンは自社製のものを使用した（一時はマーレ製ピストンの採用も検討したが、マーレに供給を断られた）。
スペックは極端なビッグボア・ショートストローク型エンジンで、燃焼室の形状もかなり平たくなっていたため燃料が完全に燃えきらないことが多く、そのことが燃費や出力にも悪影響を及ぼしていた。

### 1983年
前年秋から引き続いてF1仕様の201/4シャシーのテスト走行は重ねられ、カリフォルニア・ウィロースプリングス・レースウェイでの長期テスト、イギリスに戻りドニントン・パーク、ブランズハッチ、そしてブラジル・リオデジャネイロまで遠征し、走行距離を伸ばして行った。F1専用シャシーであるスピリット・101の完成は8月になると考えられており、まずはエンジンの開発が最優先事項とされ201シャシーで開発テストを進めた。
実戦デビューは4月に開催されたノンタイトル戦のレース・オブ・チャンピオンズ in ブランズ・ハッチで、マシンカラーは当時のホンダのコーポレートカラーであったトリコロールで現れた。シャシーは201/4そのままで、リアウィングは大きなダブル・ウィングが付けられていた。1カー体制でのエントリーとなり、ドライバーは前年スポット参戦した鈴鹿での2レースでブーツェンを上回ったヨハンソンが起用された。予選順位は13台中12位（ジャン＝ルイ・シュレッサーのRAMマーチは予選ノータイム）であった。レースでは10位まで上昇したが、4ラップ目にラジエターに小石があたり破損したため、水温上昇を招きエンジンブロー、リタイアを喫した。
なお、スピリット・ホンダでのF1昇格が成らなかったブーツェンはスピリットプロジェクトから離れ、同郷の先輩ジャッキー・イクスからのサポートなどもありアロウズへと移籍し、6月のベルギーGPにてスピリット+ヨハンソンより先にF1公式デビューを果たした。
スピリット・ホンダのF1世界選手権初戦は当初スイス・グランプリからの予定だったが、スイスでの開催がテレビ放映権などの問題で中止となった為、シルバーストンで行われた第9戦イギリスグランプリとなった。マシンは4月よりも改良され、201/4だけでなく軽量化した201Cも持ち込まれた。ホンダ第一期F1参戦時と似たホワイトを基調としたカラーとなった201Cをドライブしたヨハンソンは予選で15位を記録。しかしレース当日朝のウォームアップでエンジントラブルが生じ、本番には201での出走を余儀なくされた。午後の決勝レースでヨハンソンは3台を早々に抜くも、5ラップ目に燃料ポンプのベルトが切れたためリタイアとなったが、ホンダにとって1968年以来15年ぶりのF1世界選手権への復活でありマイルストーンとなった。201Cは結局第10戦ドイツGPと第12戦オランダGPで出走し、他のレースでは決勝前に201Cに続行不能なトラブルが発生したためスペアカーの201での出走となった。こうした初期的なトラブル発生は多く、ストップするたびにランニングで急いでピットまで戻り、マシンを乗り換えて再コースインということも多く経験したヨハンソンは、「83年は毎戦急いでピットに戻ってたから、普段のラン・トレーニングをちょっと減らそうかなんて冗談を言ってたよ（笑）」と後年インタビューで述べている。

翌年からホンダF1総監督となる桜井淑敏によると、搭載されていた初期のホンダターボエンジン（RA163EおよびRA164E）共通の課題として、まだ未成熟でシリンダーブロック内が高温になりすぎ、ピストンが想定より早く溶けてしまう弱点があった。ハイパワーは達成できていたが、ターボラグが大きくアクセルへのレスポンスが悪いなど、出力特性はいきなりハイパワーが出る「ドッカンターボ」であった。

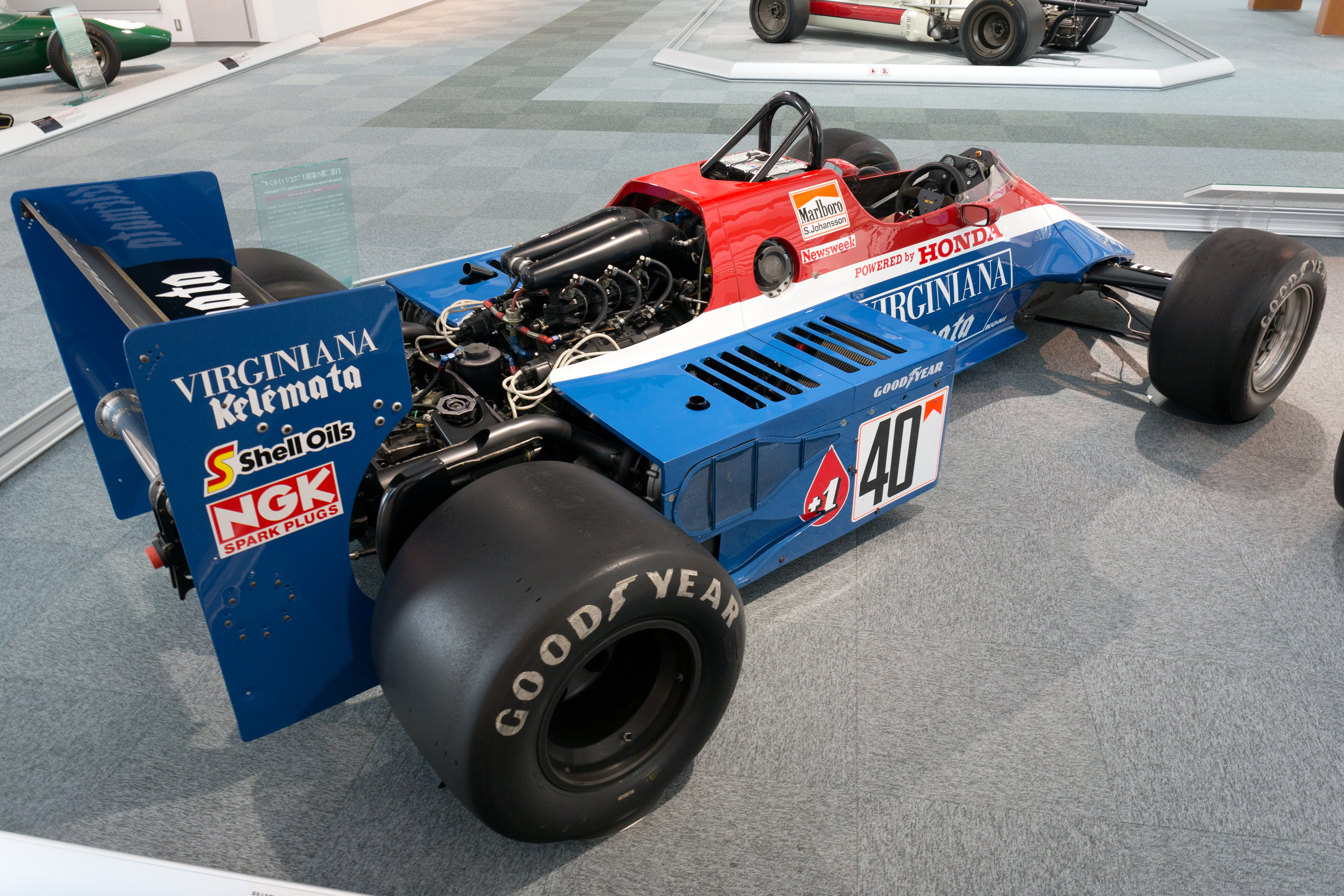
Spirit201C(ホンダコレクションホール所蔵)

この頃にはホンダはすでに上位進出のため、フランク・ウィリアムズとの交渉を水面下で終えていた。翌年を待たずに、同年最終戦からスピリットに替わってウィリアムズへのV6ターボ供給が開始されることが6月には決定しており、そのための新車であるFW09の試走も9月上旬に済まされていた。
第11戦オーストリアGPでヨハンソンが初完走を果たし11位、続くオランダではベストリザルトとなる7位でチェッカーを受けた。この7位は結果として1985年まで参戦したスピリットにとってのF1最高順位となった。エンジンの力が試されるモンツァで開催された第13戦イタリアGPでは予選17位となるが、決勝スタート直後からエンジンがよく回らず、序盤6ラップ目にしてディストリビューター（エンジン点火系）トラブルのためリタイアに終わる。
第14戦ヨーロッパGPがスピリット・ホンダにとっての最終レースとなった。このレースには新車スピリット・101がTカー登録され、フリー走行は101で出走した。すでにホンダのリソースはウィリアムズとの作業に注がれ、決勝を201で出走したヨハンソンが14位で完走すると、スピリットはホンダにとっての初期実戦テスト担当という役割を終えた。
ドライバーを務めたヨハンソンは201/201Cについて「ホンダのエンジンは信じがたいパワーだった。他のV8コスワースエンジンのマシンに対してあまりに不公平なんじゃないかと思えるような利点だった。エンジンの音も美しく、これも信じられないような素晴らしい音だった。パワーバンドは狭く、8500から9000回転になって初めて本当に動くんだ。」「前年の冬からあれだけテストを繰り返し、何の問題も起きなかったのに、実際にレースに出始めたら一日でエンジンを2基も失ったり、驚くべき状況も起きた。壊れないよう対策をしたエンジンは、最初の信じられないような強力なパワーは少し下げられていたよ。」「しかしシャシーはF1エンジンをはめ込んだF2で、妥協の産物という表現がぴったりのオーバーウェイトのマシンだった。重量があまりに重いから、気温が寒くてもその重量のおかげでタイヤ温度を上げるのに苦労しなかった。現存するF1マシンの中で最も重いマシンだと思うし、その影響で定期的に悪夢のようなアンダーステアが出た。」とマシンを述べている。ヨハンソンは毎戦4台予選落ちが出るシーズンで全戦予選を通過、当時のホンダF1開発エンジニア・リーダーの土師守が「82年秋の最初の頃はインタークーラーとターボをつなぐホースが走り始めた振動で外れるとか、考えられないトラブルも出てドライバーには我慢してイチからやってもらった」と語るエンジン初期開発に貢献した。
なお、カラーリングはイギリス、ドイツ、オーストリアの3戦がホワイト基調、オランダ、イタリア、ヨーロッパの3戦がトリコロールでの参戦となった。
最終戦南アフリカGPではエンジンを失ったスピリットは欠場を強いられた。ホンダ・ターボでの初レースとなったウィリアムズはケケ・ロズベルグが5位入賞し、皮肉にもスピリットが果たせなかったポイント獲得を初戦にして達成した。
201Cは、ホンダにとって長いブランクからのF1復帰を果たしたマシンとして、モビリティリゾートもてぎ内のホンダコレクションホールにて展示保存されている。

## F1における全成績
(key) （太字はポールポジション）
| 年     | チーム                 | シャシー | エンジン              | タイヤ | ドライバー             | 1   | 2   | 3   | 4   | 5   | 6   | 7   | 8   | 9   | 10  | 11  | 12  | 13  | 14  | 15  | ポイント | 順位 |
| ------ | ---------------------- | -------- | --------------------- | ------ | ---------------------- | --- | --- | --- | --- | --- | --- | --- | --- | --- | --- | --- | --- | --- | --- | --- | -------- | ---- |
| 1983年 | スピリット・レーシング |          | ホンダ RA163-E V6 t/c | G      |                        | BRA | USW | FRA | SMR | MON | BEL | DET | CAN | GBR | GER | AUT | NED | ITA | EUR | RSA | 0        | NC   |
| 1983年 | スピリット・レーシング | 201      | ホンダ RA163-E V6 t/c | G      | ステファン・ヨハンソン |     |     |     |     |     |     |     |     | Ret |     | 12  |     | Ret | 14  |     | 0        | NC   |
| 1983年 | スピリット・レーシング | 201C     | ホンダ RA163-E V6 t/c | G      | ステファン・ヨハンソン |     |     |     |     |     |     |     |     |     | Ret |     | 7   |     |     |     | 0        | NC   |